# Гордон, Джордж, 1-й маркиз Хантли
Джордж Гордон (англ. George Gordon; 1562 — 13 июня 1636), 1-й маркиз Хантли (с 1599 года), 6-й граф Хантли (с 1576 года) — шотландский дворянин, лидер консервативно-католической партии в конце XVI века.
Джордж Гордон был сыном Джорджа, 5-го графа Хантли, соратника королевы Марии Стюарт, и Анны Гамильтон, дочери герцога де Шателеро. Продолжая политику своего отца и будучи крупнейшим землевладельцем северной Шотландии, Джордж Гордон занял место лидера шотландских консерваторов, противостоящих партии радикальных протестантов. Возглавляемая графом Хантли группировка баронов получила название «католической партии», хотя практикующих католиков среди её членов было немного: они объединялись, скорее, своей приверженностью консервативным ценностям и ориентацией на крупную аристократию. Большинство в «католической партии» составляли бароны северной части страны.
В 1580-х годах Хантли и его сторонники получили поддержку со стороны иезуитов, периодически посещавших Шотландию, и континентальных держав (Франция, Испания). Уже в 1581 году Джордж Гордон вел переговоры с иезуитами, обещая за помощь Испании обеспечить переход короля Якова VI в католичество и ликвидацию пресвитерианской церкви в Шотландии. В июле 1583 года войска Хантли и других северных графов стали главной движущей силой контр-переворота, свергнувшего режим ультра-протестантов графа Гоури. Однако король отказался от безоговорочной ориентации на «католическую партию» и в рамках политики «среднего пути» продолжил умеренные протестантские реформы.
В 1588 году, в условиях подготовки испанского вторжения в Англию («Великая Армада»), граф Хантли обратился к королю Испании с просьбой о военной поддержке «католической партии». Однако Яков VI быстро подавил выступление шотландских католиков и не допустил высадки испанцев в Шотландии. Тем временем Джордж Гордон женился на дочери Эсме Стюарта, бывшего фаворита Якова VI, и занял одно из первых мест при дворе короля, получив назначение капитаном королевской гвардии. Но уже в следующем 1589 году были перехвачены письма Хантли к испанскому монарху, в которых тот выражал сожаление провалом «Великой Армады». В результате граф был снят со своих постов и временно заключен под арест. После освобождения он попытался поднять восстание северных баронов против короля, но эти волнения были быстро подавлены.
В 1592 году Хантли стал одним из участников убийства графа Морея, представителя конкурирующего с Гордонами дома, однако король не стал предпринимать в отношении Хантли жестких репрессий, ограничившись кратковременным заключением под стражу.
Также Хантли легко избежал королевского гнева в конце 1592 года, когда у одного из отплывающих в Испанию католиков были обнаружены чистые листы бумаги за подписью Хантли и других северных баронов. Яков VI, несмотря на давление со стороны пресвитериан, не позволил парламенту страны принять акт о конфискации владений графа. Такая беспрецедентная мягкость со стороны короля к «католической партии» объяснялась, прежде всего, нежеланием Якова VI портить отношения с Францией и Испанией, а также c английскими католиками. Кроме того, вероятно, король испытывал дружескую симпатию к графу Хантли.
Тем не менее, под влиянием радикальных пресвитериан, добившихся отлучения северных графов от церкви, в 1594 году Яков VI был вынужден возглавить поход королевской армии против Хантли и его сторонников. Первоначально графу сопутствовал успех и его отряды разбили королевские силы под командованием Аргайла под Гленливетом 3 октября 1594 года. Однако силы были не равны, и в 1595 году Хантли был вынужден бежать из Шотландии, а его владения были конфискованы. Но уже в июне 1596 года Джордж Гордон тайно вернулся на родину и после того, как он официально принял пресвитерианство в 1597 году, был прощен королём, и ему были возвращены его владения. Это подвело черту под деятельностью в Шотландии «католической партии» и после 1597 года угроза реставрации католичества в стране перестала существовать.
7 апреля 1599 года Джордж Гордон был возведен в титул маркиза Хантли и до конца жизни короля Якова VI сохранял одно из первых мест при дворе короля, несмотря на неоднократные попытки ультра-протестантов добиться его отлучения. После восшествия на престол Карла I Хантли потерял свои позиции и за участие в междоусобном конфликте с домом Крайтонов в 1635 году был помещён под арест в Эдинбургский замок, что фатальным образом сказалось на здоровье маркиза: вскоре после освобождения Джордж Гордон скончался, перед смертью объявив себя католиком.